# Kayla DiCello
Kayla DiCello (Boyds, 25 gennaio 2004) è una ginnasta statunitense, medaglia di bronzo nel concorso individuale ai Mondiali del 2021 e vincitrice della finale a squadre con gli Stati Uniti nel 2023.
Si allena alla Hill's Gymnastics con Kelli Hill, che in passato ha allenato Dominique Dawes, Elise Ray e Courtney Kupets.

## Carriera

### Carriera junior
Nel 2019 partecipa ai Campionati mondiali junior a Győr. Vince la medaglia di bronzo con la squadra statunitense, oltre all'oro al volteggio e al bronzo alla trave. Termina inoltre quarta nel concorso individuale, sesta alle parallele e settima al corpo libero.

### Carriera senior
Il 7 marzo 2020 fa il suo debutto senior partecipando all'American Cup. Conclude la gara in seconda posizione con 55,132 punti.
Il 22 maggio 2021 prende parte ai GK Classic, dove vince la medaglia di bronzo con 56,100 punti (14,350 al volteggio, 14,6 alle parallele, 13,3 alla trave e 13,850 al corpo libero).
Il 4 giugno partecipa alla prima giornata dei Campionati Nazionali, gareggiando su tutti e quattro gli attrezzi e ottenendo un punteggio complessivo di 54,250, che la colloca al nono posto. Dopo i risultati della seconda giornata, termina i Nazionali all'undicesimo posto nell'all around e al secondo al corpo libero.
Il 25 e 27 giugno partecipa ai Trials olimpici, l'ultima gara prima che venga scelta la squadra olimpica. Nella prima giornata conclude la gara al sesto posto con 56,298 punti.
Dopo la seconda giornata conclude gli Olympic Trials al sesto posto, venendo scelta come riserva per la squadra olimpica.
Nel 2023 gareggia ai Campionati nazionali, concludendo la gara all-around all'ottavo posto. Inoltre, si posiziona tredicesima alle parallele, ventiduesima alla trave e quinta al corpo libero. A settembre viene scelta come riserva per i Campionati mondiali di Anversa, mentre è selezionata come titolare nella squadra dei Giochi Panamericani, insieme a Jordan Chiles, Kaliya Lincoln, Tiana Sumanasekera e Zoe Miller, con le quali vince il concorso a squadre. Nel giorno della finale individuale, vince il concorso all-around davanti alla brasiliana Flavia Saraiva alla connazionale Chiles.